# Martinhagen
Martinhagen ist der westlichste Ortsteil der Gemeinde Schauenburg im nordhessischen Landkreis Kassel.

## Geografische Lage
Martinhagen liegt im Naturpark Habichtswald in Nordhessen, etwa 19 km südwestlich von Kassel und 10 km südöstlich von Wolfhagen. Durch Martinhagen verlief bis Juli 2010 die Bundesstraße 520, die wegen der parallel am Dorf vorbeilaufenden Bundesautobahn 44 zur Landesstraße 3215 herabgestuft wurde.

## Geschichte

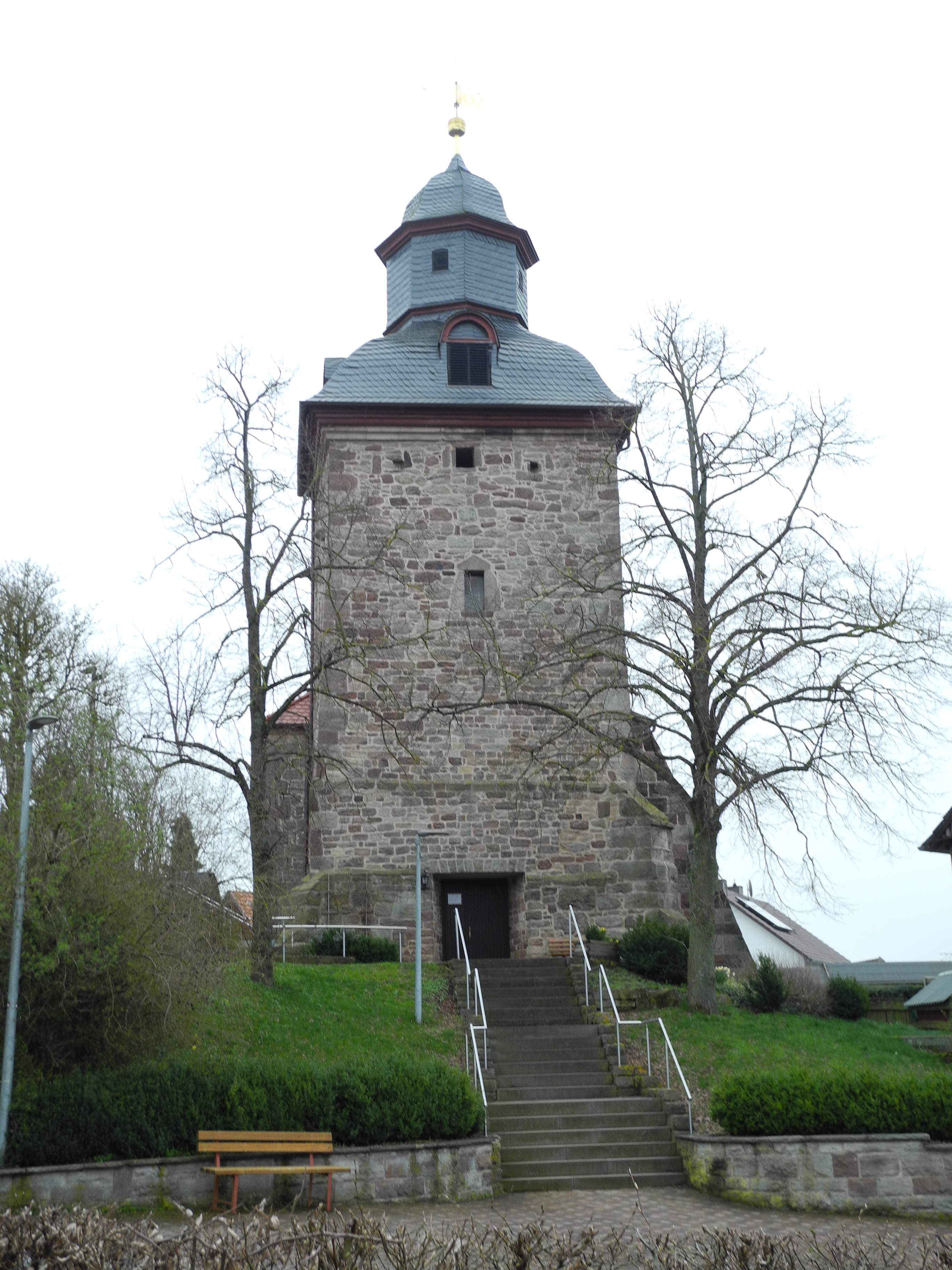
Die Dorfkirche

### Ortsgeschichte
Martinhagen wird erstmals im Jahre 1081 als (villam noviter cultam que dicitur) Meribodonhago urkundlich erwähnt, als eine Adelheid die Siedlung dem Kloster Hasungen schenkte. In erhaltenen Urkunden späterer Zeit wurde der Ort unter folgenden Namen erwähnt (in Klammern das Jahr der Erwähnung): Meribodehago (1082), Merbodenhayn (1464), Merbenhain (1470), Mormelnhagen (1505) und Merdenhagen (1585).
Entstanden ist das Dorf wahrscheinlich durch eine Rodung an der Korbacher Straße, die Teil einer wichtigen Handelsstraße war. Im Jahr 1470 kam der Großenhof im Zuge einer Grenzbereinigung von der Vogtei Hasungen an die Landgrafschaft Hessen. Ab 1534 gehörte der Ort zum Amt Baune, später dann zum Amtsgericht Zierenberg und seit dem 19. Jahrhundert zum Kreis Wolfhagen.
Hessische Gebietsreform (1970–1977)
Im Zuge der Gebietsreform in Hessen war Martinhagen vom 31. Dezember 1971 bis zum 31. Juli 1972 zunächst ein Ortsteil der Gemeinde Hoof und wurde am 1. August 1972 ein Ortsteil der Gemeinde Schauenburg. Für alle ehemaligen Gemeinden von Schauenburg wurden je ein Ortsbezirk eingerichtet.

### Großenhof

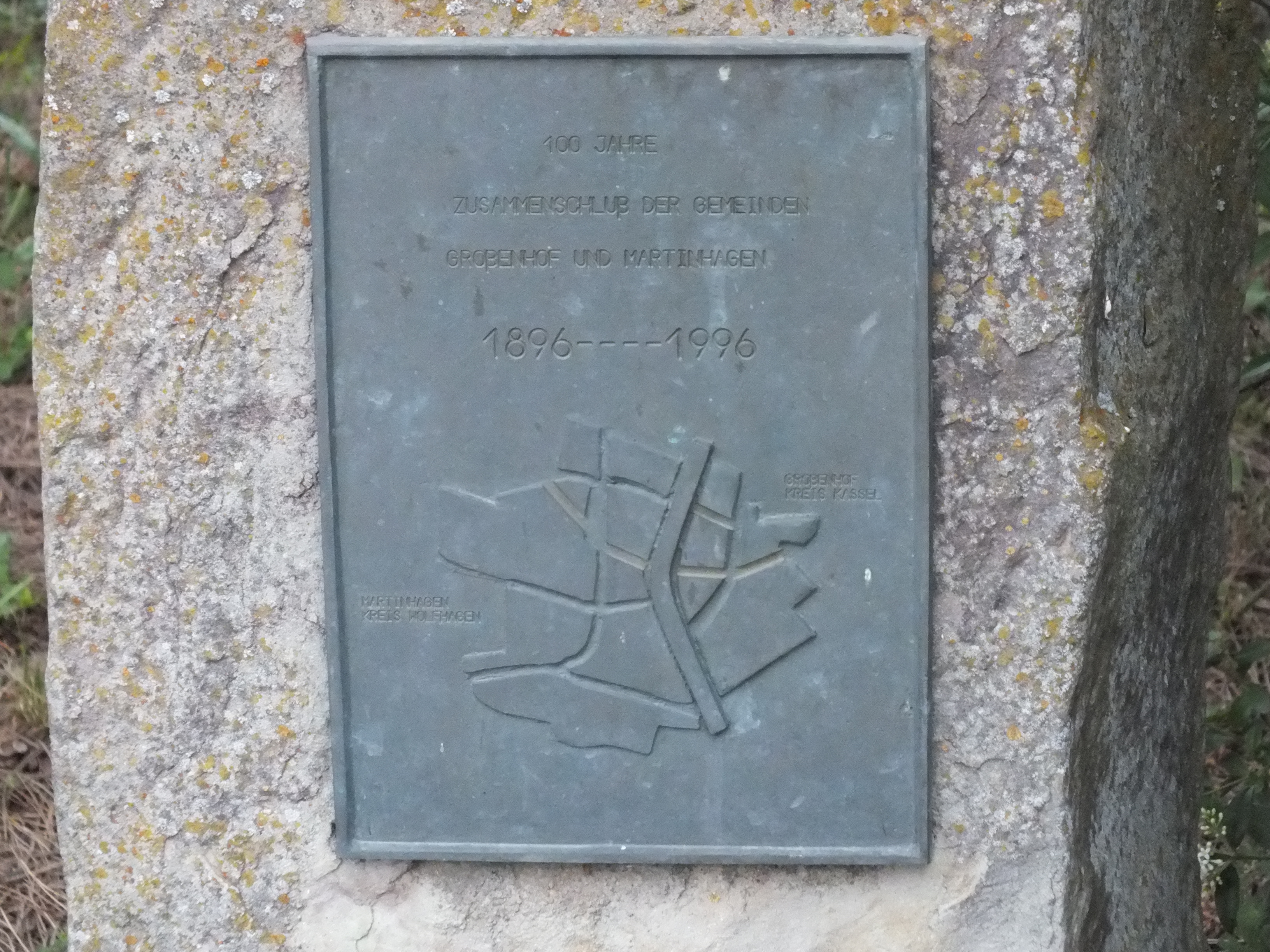
Gedenktafel zum Zusammenschluss der beiden Gemeinden an der Korbacher Straße

Der sogenannte Großenhof wurde 1470 erstmals urkundlich erwähnt; er gehörte denen von Dalwigk als hessisches Lehen. Im Jahr 1534 fiel der „Große Hof“ im Rahmen einer Nutzungsteilung in den Besitz der Schaumburgischen Linie derer von Dalwigk. Ursprünglich handelte es sich um ein einzelnes Gehöft, später um eine kleine Landgemeinde im Landkreis Kassel.
Am 1. April 1896 schied Großenhof aus dem Landkreis Kassel aus und wurde mit Martinhagen im Landkreis Wolfhagen zusammengeschlossen. Großenhof entsprach um 1900 dem östlichen Drittel der vergrößerten Gemeinde Martinhagen. Zur 100-Jahr-Feier im Jahr 1996 wurden zwei Gedenksteine an der alten Grenzlinie, einer in der Korbacher, der andere in der Zierenberger Straße aufgestellt.

### Sandsteinkoloss von Martinhagen
Ein riesiger Sandsteinblock mit über sechs Meter Länge und rund zwei Meter Querschnitt im Quadrat erregte im Jahr 1770 die Aufmerksamkeit des Landgrafen Friedrich II. von Hessen-Kassel. Erzählungen aus Martinhagen und Balhorn zufolge stammt der große Block aus den Balhorner Sandsteinbrüchen und war ursprünglich für den gerade im Bau befindlichen Herkules in Kassel gedacht.
Verschiedene Pläne, den Block nach Kassel zu schaffen, scheiterten aufgrund der damals schlechten Straßen- und Transportverhältnisse. Ein Heben des Steines war nicht möglich, da er auf einer Wiese in einer tiefen Talsohle vermutlich zwischen 1709 und 1710 vom Transportschlitten abgerutscht war. Die Wiese, auf der der Stein lag, war von 1710 bis 1820 steuerfrei. 1867 wurde der Steinblock versteigert. Der Käufer, ein Bürger aus Martinhagen, zerschlug ihn und verkaufte die Steine zum Bau eines Eisenbahndepots nach Kassel.

### Verwaltungsgeschichte im Überblick
Die folgende Liste zeigt die Staaten und Verwaltungseinheiten, denen Martinhagen angehört(e):

- 1446: Heiliges Römisches Reich, Landgrafschaft Hessen, Amt Kassel, Vogtei Hasungen
- 1534–1806 Heiliges Römisches Reich, Landgrafschaft Hessen-Kassel, Amt Bauna (ab 1804 Amt Wilhelmshöhe)
- ab 1806: Landgrafschaft Hessen-Kassel, Amt Wilhelmshöhe
- ab 1807: Königreich Westphalen, Departement der Fulda, Distrikt Kassel, Kanton Zwehren
- ab 1815: Kurfürstentum Hessen, Amt Wilhelmshöhe[12]
- ab 1821: Kurfürstentum Hessen, Provinz Niederhessen, Kreis Wolfhagen[13][Anm. 2]
- ab 1848: Kurfürstentum Hessen, Bezirk Kassel
- ab 1851: Kurfürstentum Hessen, Provinz Niederhessen, Kreis Wolfhagen
- ab 1867: Königreich Preußen, Provinz Hessen-Nassau, Regierungsbezirk Kassel, Kreis Wolfhagen
- ab 1871: Deutsches Reich, Königreich Preußen, Provinz Hessen-Nassau, Regierungsbezirk Kassel, Kreis Wolfhagen
- ab 1918: Deutsches Reich, Freistaat Preußen, Provinz Hessen-Nassau, Regierungsbezirk Kassel, Kreis Wolfhagen
- ab 1944: Deutsches Reich, Freistaat Preußen, Provinz Kurhessen, Kreis Wolfhagen
- ab 1945: Deutsches Reich, Amerikanische Besatzungszone, Groß-Hessen, Regierungsbezirk Kassel, Kreis Wolfhagen
- ab 1946: Deutsches Reich, Amerikanische Besatzungszone, Hessen, Regierungsbezirk Kassel, Kreis Wolfhagen
- ab 1949: Bundesrepublik Deutschland, Hessen, Regierungsbezirk Kassel, Kreis Wolfhagen
- ab 1971: Bundesrepublik Deutschland, Hessen, Regierungsbezirk Kassel, Kreis Wolfhagen, Gemeinde Hoof
- ab 1972: Bundesrepublik Deutschland, Hessen, Regierungsbezirk Kassel, Landkreis Kassel, Gemeinde Schauenburg

## Bevölkerung

### Einwohnerstruktur 2011
Nach den Erhebungen des Zensus 2011 lebten am Stichtag dem 9. Mai 2011 in Martinhagen 1308 Einwohner. Darunter waren 30 (2,3 %) Ausländer.
Nach dem Lebensalter waren 216 Einwohner unter 18 Jahren, 416 zwischen 18 und 49, 321 zwischen 50 und 64 und 258 Einwohner waren älter. Die Einwohner lebten in 585 Haushalten. Davon waren 162 Singlehaushalte, 204 Paare ohne Kinder und 162 Paare mit Kindern, sowie 48 Alleinerziehende und 9 Wohngemeinschaften. In 108 Haushalten lebten ausschließlich Senioren und in 393 Haushaltungen lebten keine Senioren.

### Einwohnerentwicklung
| Quelle: Historisches Ortslexikon |                                                                               |
| • 1585:                          | 38 Haushaltungen                                                              |
| • 1747:                          | 41 Haushaltungen (Stadt- und Dorfbuch des Ober- und Niederfürstentums Hessen) |

| Martinhagen: Einwohnerzahlen von 1834 bis 2011 | Martinhagen: Einwohnerzahlen von 1834 bis 2011 | Martinhagen: Einwohnerzahlen von 1834 bis 2011 | Martinhagen: Einwohnerzahlen von 1834 bis 2011 | Martinhagen: Einwohnerzahlen von 1834 bis 2011 |
| --- | ---------------------------------------------- | ---------------------------------------------- | ---------------------------------------------- | ---------------------------------------------- |
| Jahr |                                                |                                                |                                                | Einwohner                                      |
| 1834 | 1834                                           |                                                | 620                                            | 620                                            |
| 1840 | 1840                                           |                                                | 652                                            | 652                                            |
| 1846 | 1846                                           |                                                | 649                                            | 649                                            |
| 1852 | 1852                                           |                                                | 621                                            | 621                                            |
| 1858 | 1858                                           |                                                | 581                                            | 581                                            |
| 1864 | 1864                                           |                                                | 608                                            | 608                                            |
| 1871 | 1871                                           |                                                | 629                                            | 629                                            |
| 1875 | 1875                                           |                                                | 645                                            | 645                                            |
| 1885 | 1885                                           |                                                | 632                                            | 632                                            |
| 1895 | 1895                                           |                                                | 599                                            | 599                                            |
| 1905 | 1905                                           |                                                | 566                                            | 566                                            |
| 1910 | 1910                                           |                                                | 566                                            | 566                                            |
| 1925 | 1925                                           |                                                | 603                                            | 603                                            |
| 1939 | 1939                                           |                                                | 613                                            | 613                                            |
| 1946 | 1946                                           |                                                | 952                                            | 952                                            |
| 1950 | 1950                                           |                                                | 916                                            | 916                                            |
| 1956 | 1956                                           |                                                | 808                                            | 808                                            |
| 1961 | 1961                                           |                                                | 776                                            | 776                                            |
| 1967 | 1967                                           |                                                | 868                                            | 868                                            |
| 1970 | 1970                                           |                                                | 1.005                                          | 1.005                                          |
| 1980 | 1980                                           |                                                | ?                                              | ?                                              |
| 1990 | 1990                                           |                                                | ?                                              | ?                                              |
| 2000 | 2000                                           |                                                | ?                                              | ?                                              |
| 2011 | 2011                                           |                                                | 1.308                                          | 1.308                                          |
| Datenquelle: Historisches Gemeindeverzeichnis für Hessen: Die Bevölkerung der Gemeinden 1834 bis 1967. Wiesbaden: Hessisches Statistisches Landesamt, 1968. Weitere Quellen: ; Zensus 2011 |                                                |                                                |                                                |                                                |

### Historische Religionszugehörigkeit
| • 1885: | 432 evangelische (= 100,00 %) Einwohner                            |
| • 1961: | 776 evangelische (= 88,92 %), 84 katholische (= 10,82 %) Einwohner |

## Politik
Für Martinhagen besteht ein Ortsbezirk (Gebiete der ehemaligen Gemeinde Martinhagen) mit Ortsbeirat und Ortsvorsteher nach der Hessischen Gemeindeordnung.
Der Ortsbeirat besteht aus sieben Mitgliedern. Bei den Kommunalwahlen in Hessen 2021 betrug die Wahlbeteiligung zum Ortsbeirat 55,51 %. Dabei wurden gewählt: vier Mitglieder der SPD und drei Mitglieder der CDU. Der Ortsbeirat wählte Daniel Schon (SPD) zum Ortsvorsteher.

## Kultur, Sehenswürdigkeiten und Freizeit

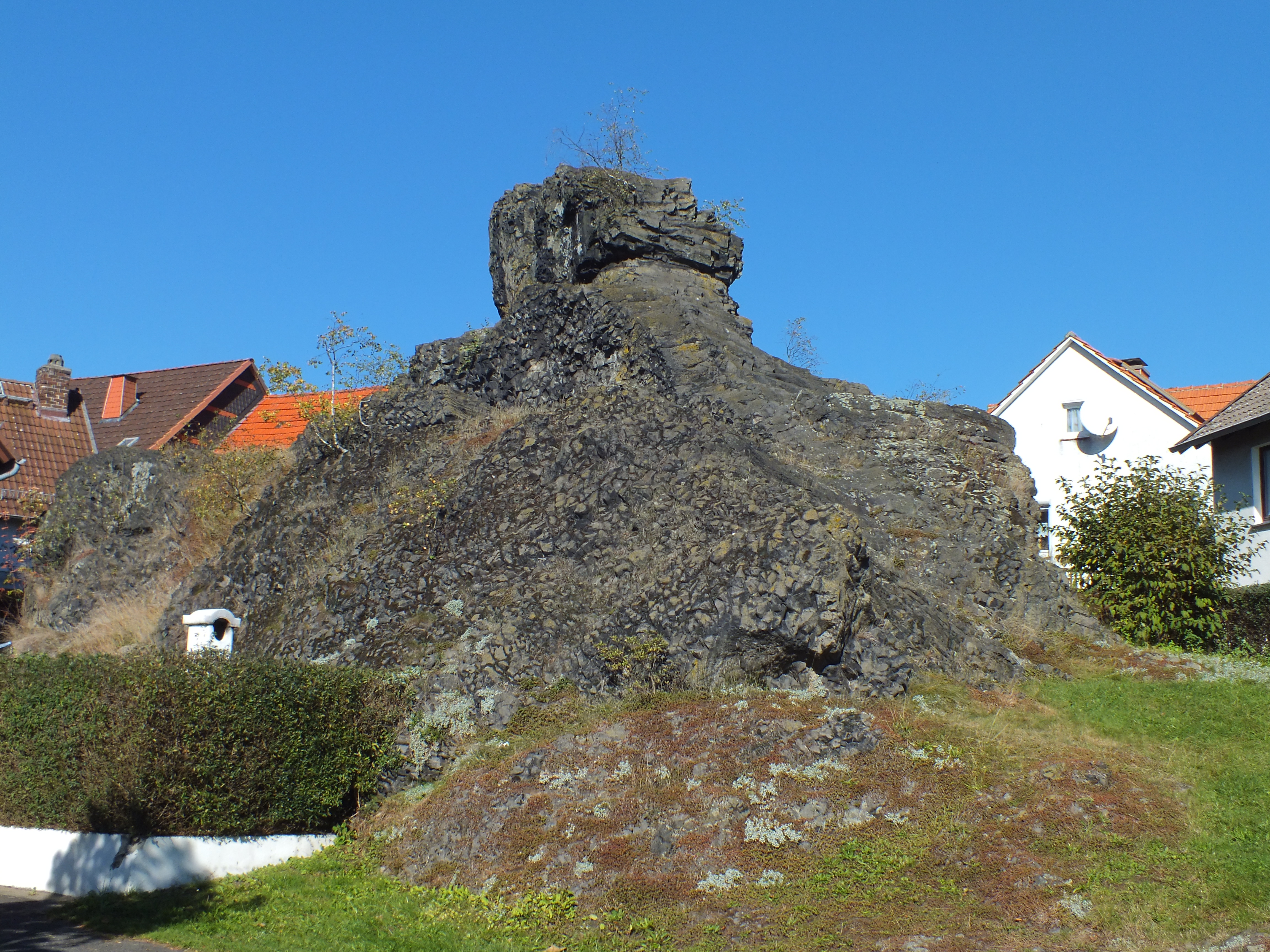
Der Martinstein

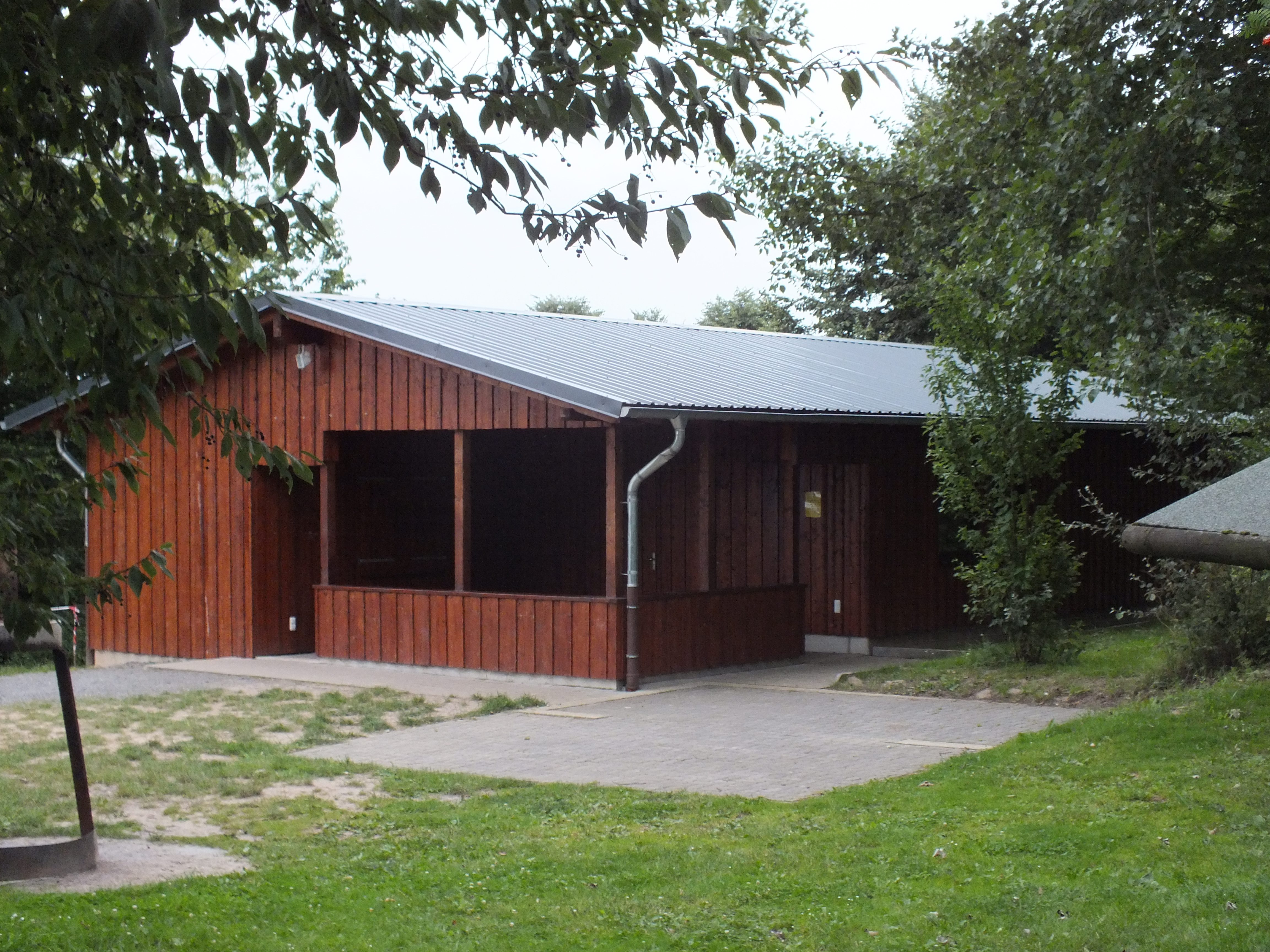
Die 2009 gebaute Grillhütte

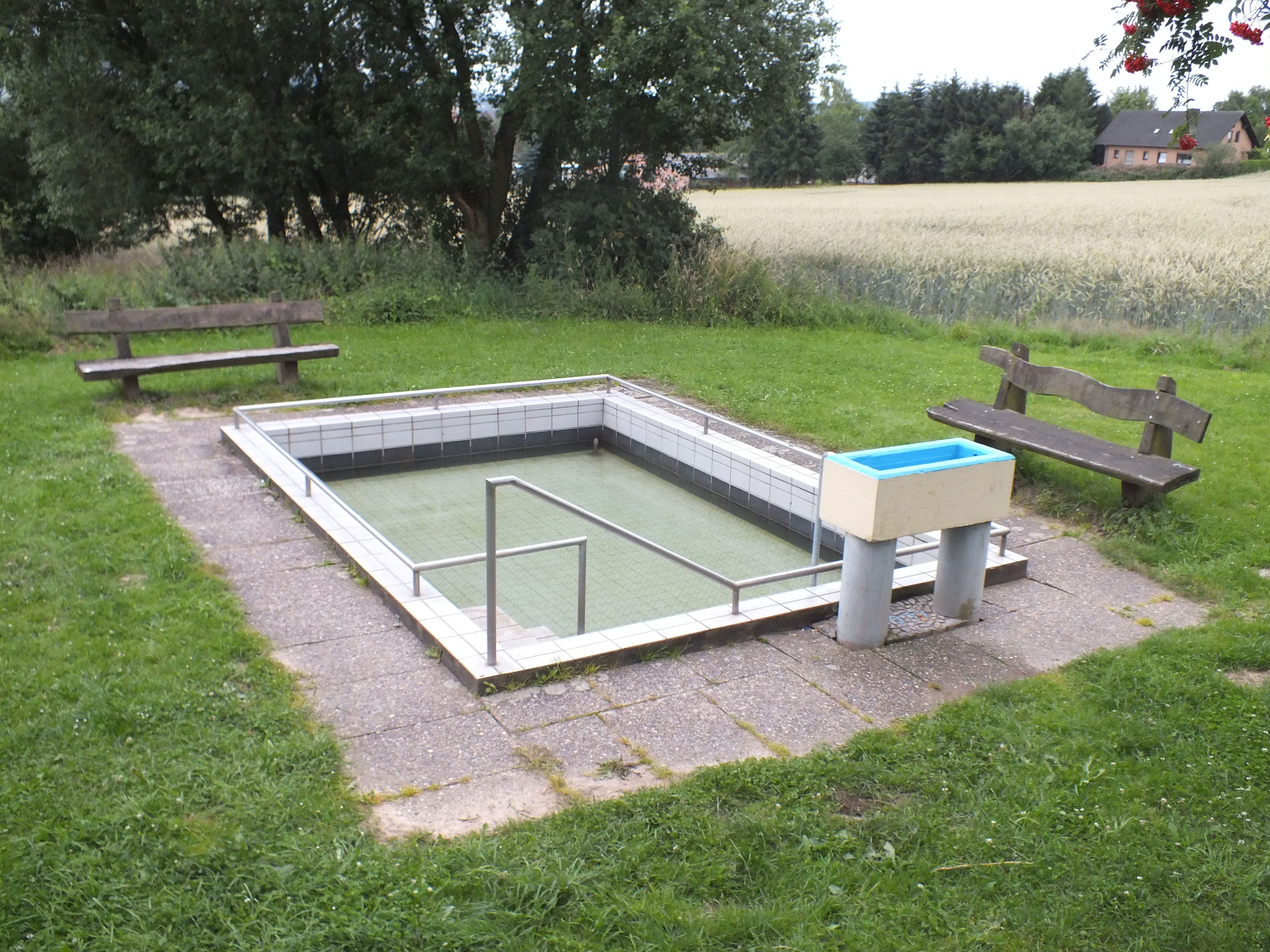
Das Wassertretbecken

- In der Ortsmitte steht die evangelische Dorfkirche, das älteste Gebäude im Ort. Der Kirchturm diente in früheren Zeiten als Wehrturm mit Schießscharten und Pechnasen.
- Direkt neben der Kirche liegt der Martinstein, ein durch Erosion als freistehender Felsen freigelegter Abschnitt eines Basaltgangs, das Wahrzeichen Martinhagens.
- Martinhagen verfügt über eine gepflegte Freizeitanlage mit See (dem „Martinsweiher“), einem Kinderspielplatz, einem Wassertretbecken und einer Grillhütte.
- Unmittelbar neben dem (Sand)-Steinbruch im Hegeholz (Waldgebiet) steht die Hubertushütte, die nach einer Brandstiftung im Jahr 2005 neu aufgebaut wurde. Neben der Hütte befinden sich ein Grillplatz, der in einer Art Holzfort gebaut wurde, sowie ein Zeltplatz, der häufig von Pfadfinder- und Wandergruppen genutzt wird.
- Am Sportplatz befindet sich ein Multifunktionsplatz, auf dem sich momentan ein Skatepark befindet und der als Festplatz (unter anderen für die alle zwei Jahre stattfindende Zeltkirmes im September) dient.
- Der TSV Martinhagen 1910 e. V. bietet verschiedene Sport- und Kursangebote an (u. a. Tischtennis, Kinderturnen etc.). Der Sportbetrieb findet überwiegend in der Mehrzweckhalle des Dorfgemeinschaftshauses statt.

## Wirtschaft und Infrastruktur
- Im Ort gibt es ein Dorfgemeinschaftshaus mit Sporthalle und Schützenhaus.
- Der Kindergarten „Panama“ im Ort besteht aus zwei Gruppen.
- Der Nordhessische Verkehrsverbund (NVV) stellt mit der Buslinie 52 den öffentlichen Personennahverkehr sicher.